# Orunia Górna-Gdańsk Południe
Orunia Górna-Gdańsk Południe – dzielnica administracyjna Gdańska, położona w południowej części miasta. 
Powstała zgodnie z uchwałą LVI/1670/18 z dn. 30 sierpnia 2018, w której Rada miasta Gdańska dokonała podziału ówczesnej dzielnicy Chełm na Chełm i Orunię Górną-Gdańsk Południe. Nowy podział administracyjny wszedł w życie wraz z rozpoczęciem nowej kadencji samorządu.

## Położenie administracyjne
Dzielnica położona jest w południowej części miasta Gdańska. Północne granice od dzielnic Chełm i Ujeścisko-Łostowice wyznaczają ulice: Małomiejska i Świętokrzyska, następnie śladem projektowanej Nowej Świętokrzyskiej i znów wzdłuż ulicy Świętokrzyskiej do granicy z gminą Kolbudy, wschodnia granica natomiast biegnie podnóżami wzniesień (pomiędzy ulicami Działyńskiego, Granitową, Platynową, Piaskową, Diamentową, Rubinową, Czirenberga), omijając Park Oruński, następnie biegnie na tyłach budynków wzdłuż ulic Nowiny i Trakt św. Wojciecha do Południowej obwodnicy Gdańska, która stanowi południową granice między Św. Wojciechem w dzielnicy Orunia-Św. Wojciech-Lipce i gminą Pruszcz Gdański. Od zachodu bezpośrednio sąsiaduje z wsiami Kowale (gm. Kolbudy) i Borkowo (gm. Pruszcz Gdański).

## Wykaz ulic dzielnicy
| Ulica                            | Osiedle                         |
| -------------------------------- | ------------------------------- |
| 3 Brygady Szczerbca              | Orunia Górna                    |
| Ametystowa                       | Os. Kolorowe                    |
| Antoniego Antczaka               | Orunia Górna                    |
| Bartnicza                        | Maćkowy                         |
| Barzychowskiej                   | Łostowice                       |
| Borkowska                        | Maćkowy                         |
| Alojzego Bruskiego               | Orunia Górna                    |
| Brylantowa                       | Os. Kolorowe                    |
| Cieplewska                       | Maćkowy                         |
| Czerska                          | Maćkowy                         |
| Jana Czirenberga                 | Orunia Górna                    |
| Biskupa Konstantyna Dominika     | Orunia Górna                    |
| Dywizji Wołyńskiej               | Orunia Górna                    |
| Mikołaja Działyńskiego           | Orunia Górna                    |
| Gen. Augusta Emila Fieldorfa     | Orunia Górna                    |
| Andrzeja Grubby                  | Maćkowy                         |
| Emilii Hoene                     | Orunia Górna                    |
| Hokejowa                         | Łostowice, Maćkowy              |
| Jagatowska                       | Maćkowy                         |
| Władysława Jagiełły              | Maćkowy                         |
| Kadmowa                          | Orunia Górna                    |
| Jana Kielasa                     | Os. Cztery Pory Roku            |
| Kampinoska                       | Os. Moje Marzenie               |
| Knyszyńska                       | Os. Moje Marzenie               |
| Kolarska                         | Os. Cztery Pory Roku            |
| Kolorowa                         | Os. Moje Marzenie               |
| Kryształowa                      | Os. Kolorowe                    |
| Krzemowa                         | Orunia Górna                    |
| Kurierów Armii Krajowej          | Orunia Górna                    |
| Łucznicza                        | Łostowice                       |
| Łyżwiarska                       | Łostowice                       |
| Jana Michonia                    | Łostowice                       |
| Miłocińska                       | Maćkowy                         |
| Feliksa Muzyka                   | Maćkowy                         |
| Nad Potokiem                     | Orunia Górna                    |
| Narciarska                       | Os. Cztery Pory Roku            |
| Niepołomicka                     | Maćkowy, Os. Kolorowe           |
| Ofiar Grudnia '70                | Łostowice, Os. Cztery Pory Roku |
| Gen. Leopolda Okulickiego        | Orunia Górna                    |
| Olimpijska                       | Łostowice, Os. Cztery Pory Roku |
| Pastelowa                        | Os. Kolorowe, Maćkowy           |
| Aliny Pienkowskiej               | Os. Moje Marzenie               |
| Piłkarska                        | Os. Cztery Pory Roku            |
| Platynowa                        | Orunia Górna                    |
| Zbigniewa Podleckiego            | Łostowice                       |
| Przemian                         | Maćkowy                         |
| Biskupa Hieronima Rozrażewskiego | Orunia Górna                    |
| Zygmunta Rumla                   | Orunia Górna                    |
| Gabriela Rzączyńskiego           | Orunia Górna                    |
| Saneczkarska                     | Łostowice                       |
| Gen. Kazimierza Sosnkowskiego    | Orunia Górna                    |
| Srebrna                          | Os. Moje Marzenie, Os. Kolorowe |
| Starogardzka                     | Maćkowy                         |
| Straszyńska                      | Maćkowy                         |
| Strzelców Karpackich             | Orunia Górna                    |
| Szermiercza                      | Os. Cztery Pory Roku            |
| Szmaragdowa                      | Os. Kolorowe                    |
| Władysława Świechockiego         | Orunia Górna                    |
| Świętokrzyska (1-21)             | Orunia Górna                    |
| Tenisowa                         | Os. Cztery Pory Roku            |
| Topazowa                         | Os. Kolorowe                    |
| Uranowa                          | Orunia Górna                    |
| Wąsika                           | Łostowice                       |
| Kazimierza Wielkiego             | Maćkowy                         |
| Wielkopolska                     | Łostowice                       |
| Wigierska                        | Os. Moje Marzenie               |
| Wolińska                         | Os. Moje Marzenie               |
| Zawackiej                        | Maćkowy                         |
| Złota                            | Os. Kolorowe                    |

## Obiekty

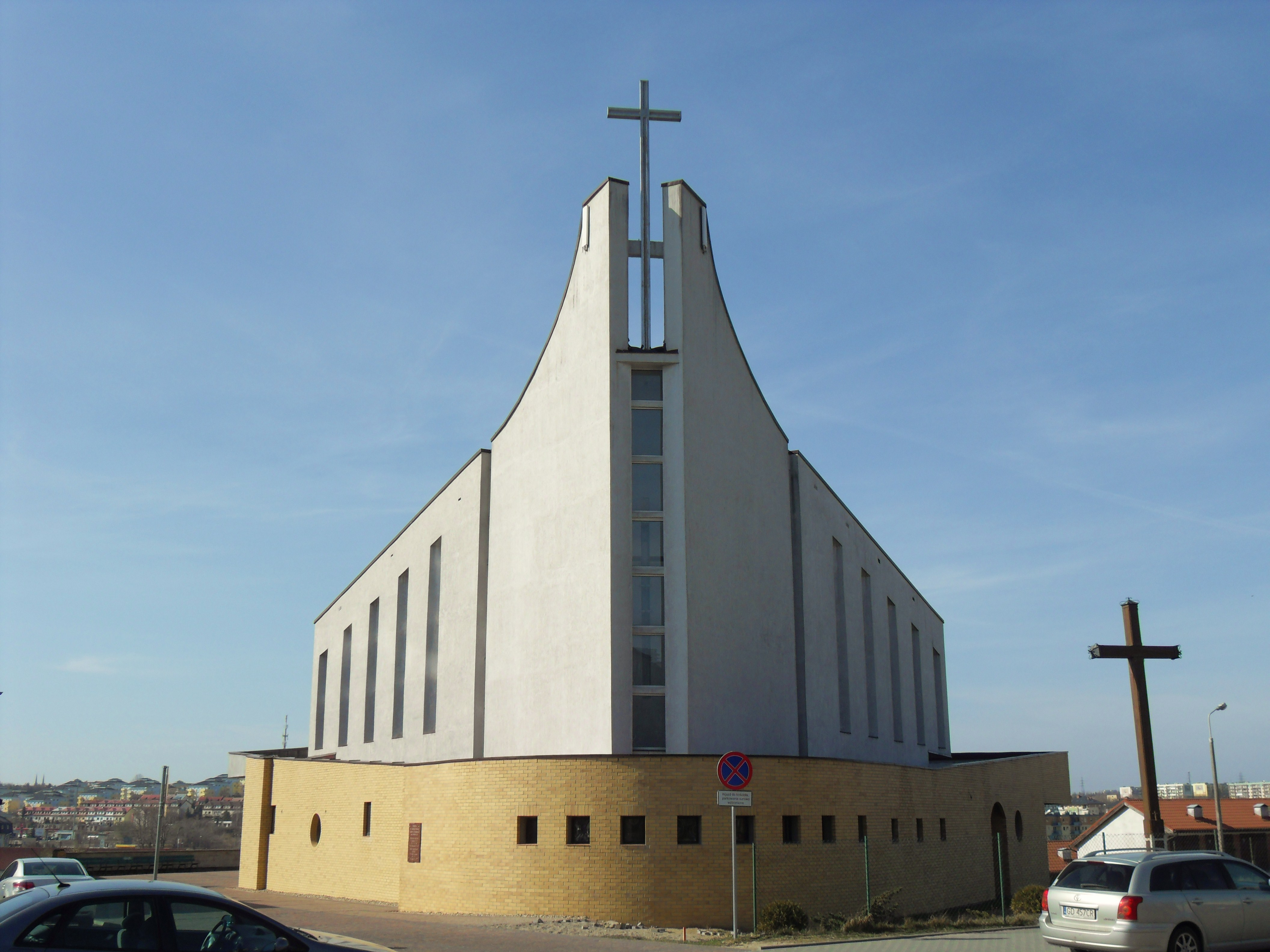
Kościół św. Jadwigi Królowej

- Szkoła Podstawowa nr 19 im. Zasłużonych Ludzi Morza – Orunia Górna, ul. Emilii Hoene 6
- I Komisariat Policji w Gdańsku – Orunia Górna, ul. Platynowa 6F
- Kościół św. Jadwigi Królowej – Orunia Górna, ul. Krzemowa 3
- Parafia św. Jana Pawła II w Gdańsku – Łostowice, ul. Jana Michonia 2
- Pętla tramwajowa Łostowice-Świętokrzyska – Orunia Górna, ul. Świętokrzyska 15
- Aussenstelle Matzkau – karny obóz niemiecki w latach 1939-1945 – Maćkowy, przy ul. Starogardzkiej

## Rada Dzielnicy

### II kadencja 2024–2029[2][3][4][5]
- Przewodniczący Zarządu Dzielnicy 
  - Przemysław Haluk
- Przewodniczący Rady Dzielnicy
  - Ryszard Łusiak

### I kadencja 2019–2024[6]
- Przewodnicząca Zarządu Dzielnicy 
  - Zenobia Glac-Ściebiura
- Przewodniczący Rady Dzielnicy 
  - Przemysław Haluk